# Kathedrale von Sheffield (anglikanisch)

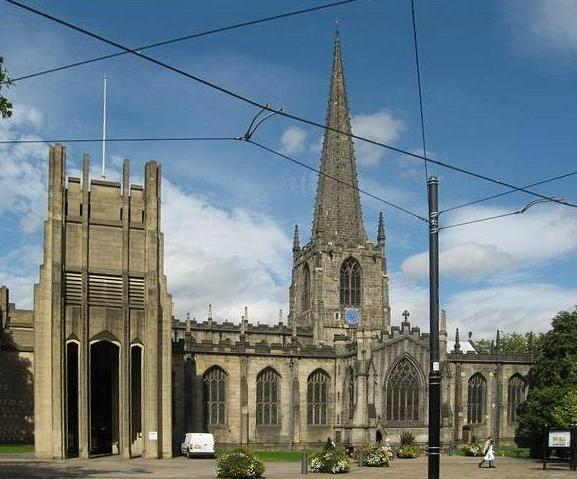
Kathedrale von Sheffield

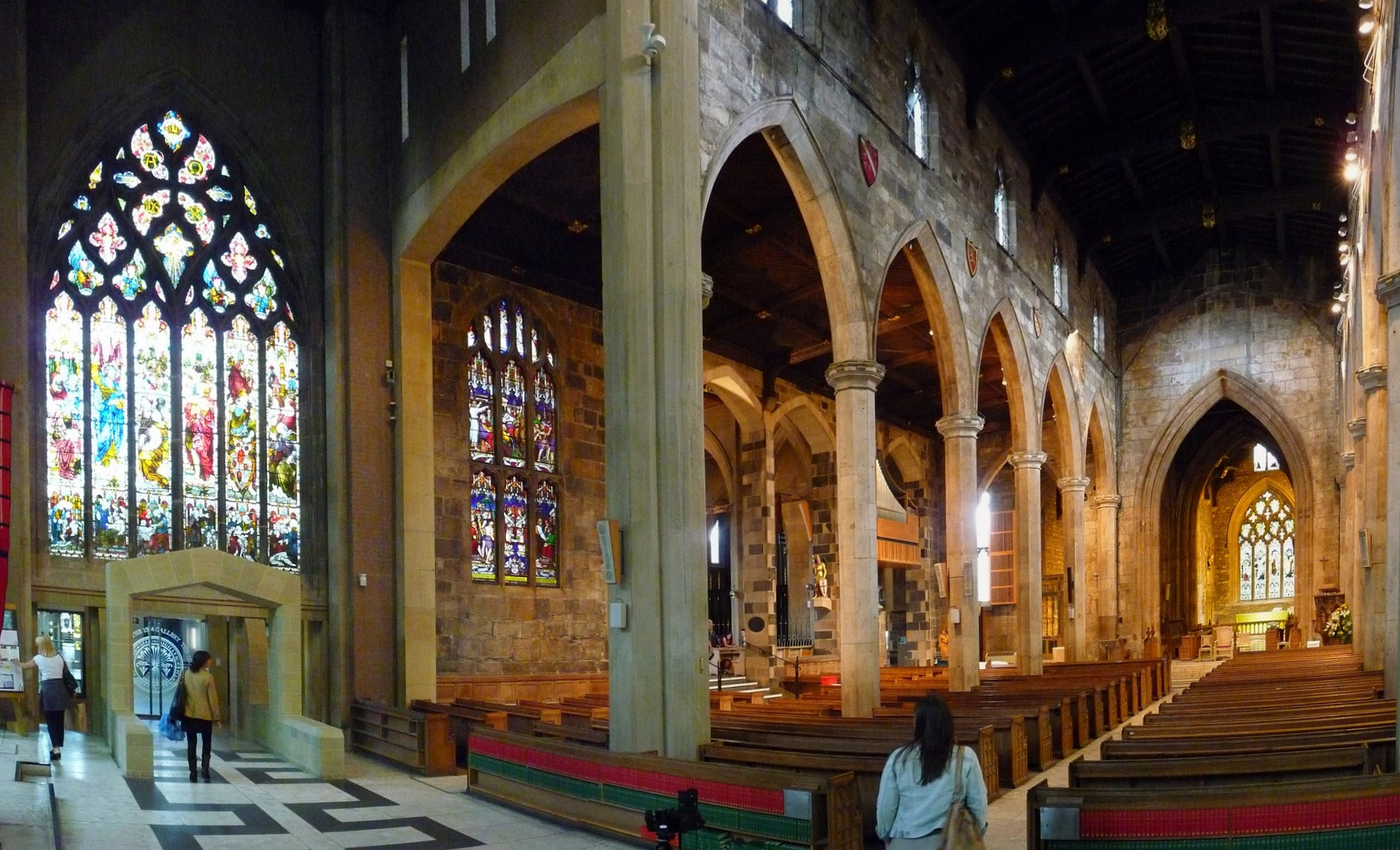
Inneres (2010)

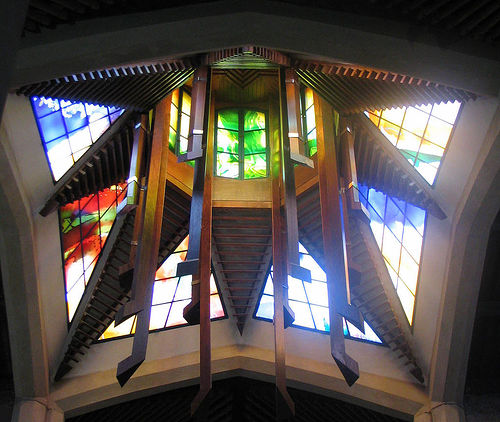
Moderne Laterne

Die Kathedrale von Sheffield (Cathedral Church of St Peter and St Paul) ist eine anglikanische Kirche im Zentrum von Sheffield. Die im Kern gotische, zu großen Teilen neugotische Kirche wurde 1914 mit der Gründung der Diözese Sheffield zur Kathedrale erhoben.

## Geschichte und Architektur
Der Platz der heutigen Kathedrale war schon im 9. Jahrhundert ein sakraler Ort. Dafür spricht ein Steinkreuz, das heute im British Museum zu sehen ist.
Der älteste nachweisbare Kirchenbau wurde im frühen 12. Jahrhundert durch den normannischen Lord William de Lovetot errichtet. Im Mauerwerk der Ostwand sind Überreste dieser normannischen Kirche zu sehen. Im 13. Jahrhundert wurde sie vermutlich bei kriegerischen Auseinandersetzungen zerstört; für das Jahr 1280 ist eine Neuweihe durch den Erzbischof von York William of Wickwane bezeugt. Anfang des 15. Jahrhunderts war dieses Gebäude stilistisch veraltet, und die inzwischen wohlhabend gewordene Stadt nahm 1430 den Neubau ihrer Pfarrkirche im Perpendicular Style, dem Stil der englischen Spätgotik, in Angriff. St. Peter und Paul erhielt ein Kirchenschiff mit sieben Altären und einem kunstvollen offenen Dachstuhl sowie einen spitzbehelmten Mittelturm zwischen Langhaus und Chor, der bis heute erhalten ist.
Im 16. Jahrhundert, während der englischen Reformation, wurde die Kirche protestantisch. Durch die einsetzende industrielle Revolution verdreifachte sich die Einwohnerzahl Sheffields in der zweiten Hälfte des 18. Jahrhunderts auf 45.000.
Zu Beginn des 19. Jahrhunderts war die Bausubstanz der Kirche so schadhaft, dass das gesamte Langhaus abgetragen und neu gebaut werden musste. 1880 wurden das nördliche und südliche Querhaus angefügt.
Nach dem Ersten Weltkrieg – St. Peter und Paul war inzwischen Kathedrale – gab es den Plan, die Achse der Kirche um 90° zu drehen. An der Nordseite sollte ein neuer Altarraum entstehen. Das neue Langhaus hätte auf der Südseite bis zur Church Street reichen sollen. Die Arbeiten auf der Nordseite wurden in den 1930er Jahren fertiggestellt. Nach dem Zweiten Weltkrieg wurde der Plan aufgegeben. Stattdessen wurde das Langhaus in den 1960er Jahren nach Westen verlängert und erhielt einen modernen Narthex auf der Südseite und eine sternförmige Laterne. Diese wurde 1998/99 mit Fenstern der Künstlerin Amber Hiscott ausgestattet.
Zurzeit (2012) ist eine grundlegende Sanierung in Verbindung mit einer zeitgemäßen, multifunktionalen Neugestaltung des Innenraums geplant.

## Orgel
Die Orgel wurde 1966 von der Orgelbaufirma N.  P. Mander (London) erbaut. 1969 baute die Orgelbaufirma Mander die „Nave Division“ ein. Das Instrument enthält Pfeifenmaterial aus einer Orgel aus dem Jahre 1877, das von Father Willis für die St. Paul’s Church im Londoner Stadtteil Bow Common erbaut worden war. Das Instrument hat 66 Register auf vier Manualen und Pedal. Die Trakturen sind elektro-pneumatisch. Die Orgel soll durch einen Neubau ersetzt werden.
| I Positive C–g3   |        |
| Dulciana          | 16′    |
| Stopt Diapason    | 8′     |
| Dulciana          | 8′     |
| Principal         | 4′     |
| Open Flute        | 4′     |
| Nazard            | 2 ⁄3′  |
| Spitz Flute       | 2′     |
| Tierce            | 1 3⁄5′ |
| Nineteenth        | 1 ⁄3′  |
| Twentysecond      | 1′     |
| Cymbal            | II     |
| Corno di Bassetto | 8′     |
| Tremulant         |        |
| Posaune           | 8′     |
| Clarion           | 4′     |
| Tuba              | 8′     |

| II Great C–g3   |        |
| Double Diapason | 16′    |
| Open Diapason   | 8′     |
| Open Diapason   | 8′     |
| Chimmney Flute  | 8′     |
| Dulciana        | 8′     |
| Principal       | 4′     |
| Nason Flute     | 4′     |
| Twelfth         | 2 ⁄3′  |
| Fifteenth       | 2′     |
| Tierce          | 1 3⁄5′ |
| Mixture III     |        |
| Fourniture III  |        |
| Posaune         | 8′     |
| Clarion         | 4′     |

| III Swell C–g3 |     |
| Bourdon        | 16′ |
| Gedact         | 8′  |
| Salicional     | 8′  |
| Vox Angelica   | 8′  |
| Principal      | 4′  |
| Lieblich Flute | 4′  |
| Fifteenth      | 2′  |
| Mixture III    |     |
| Crumhorn       | 16′ |
| Oboe           | 8′  |
| Cornopean      | 8′  |
| Clarion        | 4′  |
| Tremulant      |     |

| IV Nave C–g3     |       |
| Principal        | 8′    |
| Rohr Flute       | 8′    |
| Koppel Flute     | 4′    |
| Octave           | 4′    |
| Superoctave      | 2′    |
| Larigot          | 1 ⁄3′ |
| Octavin          | 1′    |
| Sharp Mixture II |       |

| Pedal C–f1     |     |
| Contra Violone | 32′ |
| Violone        | 16′ |
| Open Wood      | 16′ |
| Bourdon        | 16′ |
| Dulciana Bass  | 16′ |
| Principal      | 8′  |
| Bass Flute     | 8′  |
| Dulciana       | 8′  |
| Fifteenth      | 4′  |
| Flute          | 4′  |
| Octave Flute   | 2′  |
| Mixture II     |     |
| Ophicleide     | 32′ |
| Ophicleide     | 16′ |
| Crumhorn       | 16′ |
| Posaune        | 8′  |
| Schalmei       | 4′  |

## Kapellen
Von den Kapellen ist die Shrewsbury Chapel besonders interessant, die aus dem frühen 16. Jahrhundert stammt. George Talbot, 4. Earl of Shrewsbury ließ sie als Familienkapelle mit einer Gruft errichten. Heute kann man in der Kapelle die Tudor-Grabmäler des vierten und des sechsten Earls von Shrewsbury sehen. Bis 1933 war dies die Privatkapelle der katholischen Dukes of Norfolk.
Die Katharinenkapelle wurde 1935 der heiligen Katharina geweiht. Außerdem dient sie dem Andenken an Anna Louisa Burrows, die Frau des ersten Bischofs von Sheffield, und soll an den Beitrag der Frauen im Dienst der Kirche erinnern.
Die Georgskapelle ist eine Gedenkkapelle für die Gefallenen der Regimenter von York und Lancaster. Die Zwischenwand besteht aus Dolchen und Degen.
Die Heiliggeistkapelle enthält ein Kirchenfenster von Christopher Webb. Es basiert auf dem Text des Te Deum.